# 戴玉成 (真菌学家)
戴玉成（1964年1月—），天津宝坻人，中华人民共和国真菌学家，主要从事微生物生態學、资源和多样性、林木病害、真菌分子生物学等研究，现任北京林业大学生态与自然保护学院微生物生态学科教授、博士生导师，中国菌物学会副理事长等职务，享受国务院特殊津贴。

## 生平
1981年至1988年，戴玉成在北京林业大学学习，先后获得农学学士、硕士学位，1988年进入中国林科院森林保护研究所担任实习研究员、助理研究员，1992年赴芬兰，在赫尔辛基大学植物学系学习，并获得理学博士学位，并于1996年毕业，翌年进入芬蘭國家博物館任项目研究员。2002年至2012年，戴玉成担任中国科学院沈阳应用生态研究所研究员和博士生导师，2013年至今，担任北京林业大学二级教授、博士生导师。此外，他还兼任中国菌物学会副理事长，《菌物学报》主编，《生物技术通报》、《菌物研究》、《北京林业大学学报》副主编，《Mycological Progress》分区主编，《Fungal Diversity》和《Journal of Fungi》编委等职务。